# Johann von Chlumecký

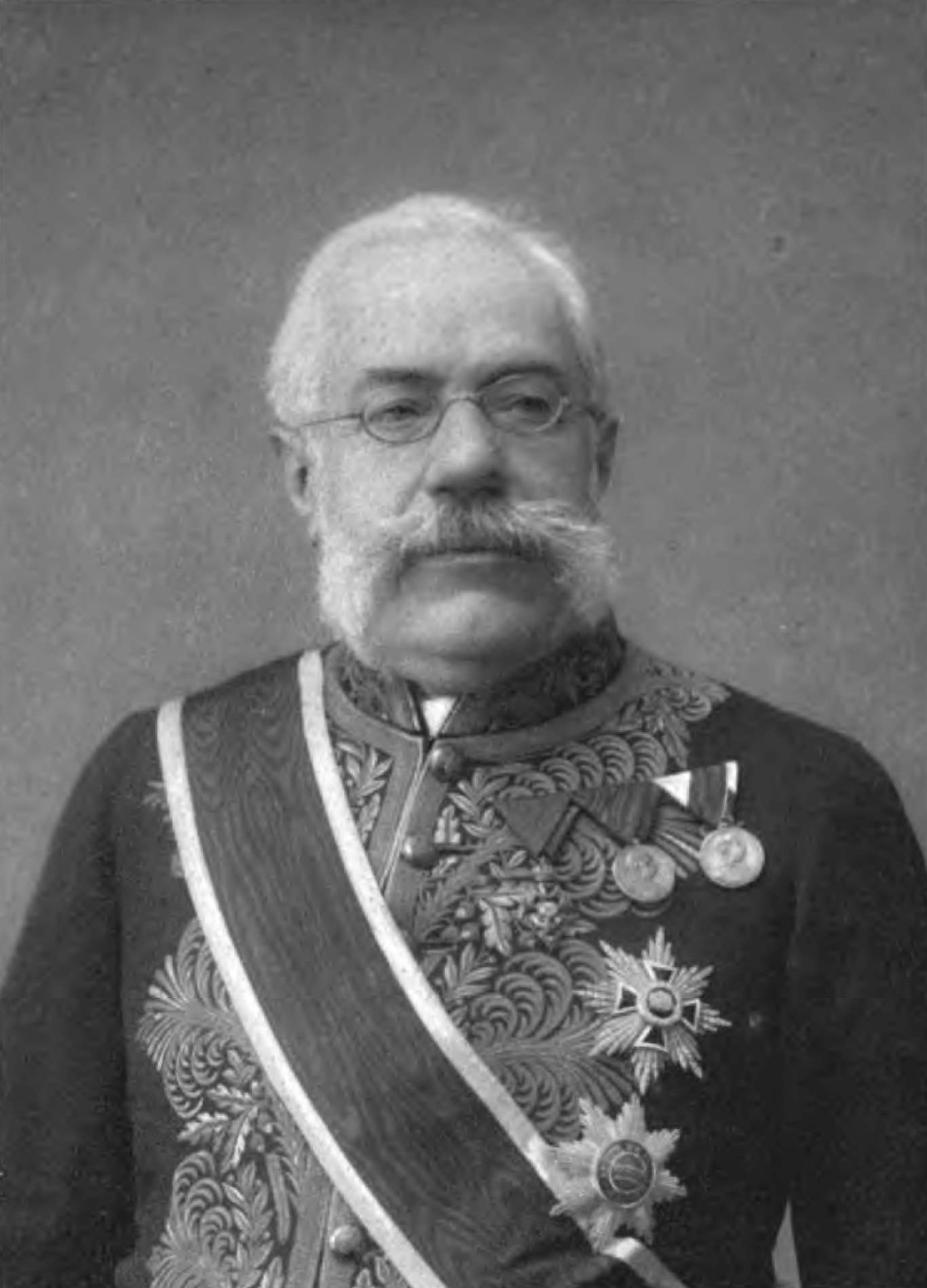
Johann Freiherr von Chlumecký (vor 1902)

Johann Ritter von Chlumecký, ab 1889 Freiherr von Chlumecký, ab 1919 Johann Chlumecký (* 23. März 1834 in Zara, Dalmatien; † 11. Dezember 1924 in Anger (heute zu Bad Aussee), Steiermark) war ein mährisch-österreichischer Jurist und Politiker. Er war von 1871 bis 1875 Ackerbauminister, anschließend bis 1879 Handelsminister in der Regierung Cisleithaniens. Im Abgeordnetenhaus des Reichsrates (1870–1897) war er einer der prominentesten Vertreter der deutschsprachigen Liberalen, von 1885 bis 1893 Vizepräsident und anschließend bis 1897 Präsident. Ab 1897 war er Mitglied des Herrenhauses.

## Leben
Johann von Chlumecký war ein Sohn des aus Böhmen stammenden Beamten und späteren Gutsbesitzers Anton Chlumecký (1777–1861; seit 1827 geadelt, 1844 in den erblichen Ritterstand erhoben) und Anna Cozzi (1800–1863), die einer angesehenen Triester-Familie entstammte. In der Zeit des Vormärz war der Vater als Gubernialrat im Kronland Dalmatien eingesetzt, später erwarb er ein Tafelgut in Mähren. Chlumeckýs älterer Bruder war der Historiker Peter von Chlumecký; sein jüngerer Bruder Viktor (1841–1895), wurde Sektionschef im k. u. k.  Ministerium für Landesverteidigung.
Die Familie zog 1837 nach Brünn, wo Chlumecký bis 1851 das Gymnasium in Brünn besuchte. Anschließend studierte er Rechtswissenschaften an der Universität Wien, wo er 1855 abschloss. Seine juristische Karriere begann er am Landesgericht in Brünn, ab 1861 war er der Staatsanwaltschaft Brünn zugeteilt. 1867 verließ er den Gerichtsdienst und wurde im Folgejahr Vizepräsident der Statthalterei für die Markgrafschaft Mähren (Stellvertreter des Statthalters Adolph von Poche; bis 1870).
1865 wurde er Abgeordneter zum Mährischen Landtag, dem er bis 1906 angehörte, 1867/68 und 1870/1871 war er auch Mitglied des Landesausschusses. Chlumecký wurde 1870 Abgeordneter des mährischen Großgrundbesitzes im damals noch nach Kurien gewählten österreichischen Reichsrat, wo er bald einer „Wortführer eines gemäßigten Liberalismus“ war. Im Kabinett Auersperg der österreichischen Reichshälfte von Österreich-Ungarn war er 1871 bis 1875 Ackerbauminister. In dieser Position initiierte er 1872 die Gründung der Universität für Bodenkultur Wien und 1873 die der Holzfachschule Hallstatt, der späteren HTBLA Hallstatt, dabei entstand ein erster Kontakt zum Salzkammergut. Im Mai 1875 wechselte Chlumecký an die Spitze des bis Handelsministeriums, wo er (auch im kurzlebigen Ministerium Stremayr) bis August 1879 amtierte. In dieser Zeit organisierte er die Verstaatlichung des österreichischen Eisenbahnwesens.
Nach seiner Zeit als Regierungsmitglied wirkte Chlumecký weiter im Abgeordnetenhaus des Reichsrates, wo er nach dem Tod des bisherigen Abgeordneten Karl van der Strass 1880 die Stadt Brünn vertrat. Er schloss sich dem Parlamentsklub der Liberalen an, dessen Obmann er im Jahr 1881 kurzzeitig war, bevor dieser in der Vereinigten Linken aufging. Bei deren Spaltung 1885 schloss sich Chlumecký dem Deutsch-österreichischen Klub an, bevor dieser 1888 wieder in der Vereinigten deutschen Linken aufging. Er amtierte ab 1885 als Zweiter Vizepräsident, ab 1888 als Erster Vizepräsident und von 1893 bis 1897 als Präsident des Abgeordnetenhauses. 1897 verzichtete er auf eine Kandidatur für den Reichsrat und wurde er stattdessen als Mitglied auf Lebenszeit in das Herrenhaus berufen. Dort wirkte er als Klubobmann-Stellvertreter der Verfassungspartei.
Chlumecký setzte sich in langen Verhandlungsrunden von 1896 bis 1905 maßgeblich dafür ein, dass der Mährische Ausgleich schließlich zustande kam.
Er publizierte juristische und rechtsgeschichtliche Studien und beriet Japan 1889 bei der Ausarbeitung der japanischen Verfassung. 1856 beteiligte er sich an der Gründung des Brünner Musikvereins und war seit 1863 dessen Direktor. 1895 bis 1913 war er Präsident des Österreichischen Handelsmuseums in Wien. Auch war er 1902 Mitgründer und bis 1919 Vizepräsident der Allgemeinen Anti-Duell-Liga für Österreich. Zudem war Chlumecký Mitglied und später Ehrenmitglied mehrerer kultureller und wissenschaftlicher Vereinigungen.

## Familie
Johann von Chlumecký war seit 1867 mit Leopoldine von Liebenberg verheiratet. Dieser Ehe entstammte der Sohn Leopold von Chlumecký (1873–1940).

## Auszeichnungen, Ehrungen
- Orden der Eisernen Krone 1. Klasse und Geheimratswürde, 1873
- Erhebung in den erblichen Freiherrnstand, 1889[7]
- Ehrenbürgerschaft der Stadt Brünn, 1893[8]
- Ehrenbürgerschaft der Stadt Olmütz, 1894[8]
- Ehrenbürgerschaft der Stadt Znaim, 1894[9]
- Großkreuz des Stephansordens (Geheime Ratswürde) in Anerkennung des Mitwirkens am Zustandekommen des allgemeinen Wahlrechts, 1906[2]